# Município Songo
Município Songo är en kommun i Angola.   Den ligger i provinsen Uíge, i den nordvästra delen av landet, 260 km nordost om huvudstaden Luanda.
I omgivningarna runt Município Songo växer huvudsakligen savannskog. Runt Município Songo är det glesbefolkat, med 19 invånare per kvadratkilometer.